# Podlesie (Wiski)
Podlesie – część wsi Wiski w Polsce, położona w województwie lubelskim, w powiecie bialskim, w gminie Tuczna.
W latach 1975–1998 Podlesie należało administracyjnie do województwa bialskopodlaskiego.
Wierni kościoła rzymskokatolickiego należą do parafii Trójcy Świętej w Huszczy.